# Filtre hydraulique
 (septembre 2024).
Si vous disposez d'ouvrages ou d'articles de référence ou si vous connaissez des sites web de qualité traitant du thème abordé ici, merci de compléter l'article en donnant les références utiles à sa vérifiabilité et en les liant à la section « Notes et références ».
Un filtre hydraulique est un élément d'une machine hydraulique.

## Types de filtration
- Crépine noyée dans le bac, à l'aspiration de la pompe hydraulique (ce filtre est peu efficace).
- Filtration sur le retour (ce filtre est le plus utilisé, car relativement efficace pour un faible coût[réf. souhaitée])
- Filtration sur le refoulement de la pompe. Ce filtre protège efficacement les composants après la pompe, ce qui est indispensable en hydraulique proportionnelle. Il s'agit d'un procédé plus coûteux car les filtres doivent résister à la haute pression.
- Filtration en continu, dite boucle de filtration. Celle-ci travaille en parallèle, ce qui est indispensable pour les grosses installations industrielles. Ce système de filtration est souvent mis en série avec le radiateur (échangeur de refroidissement).
- Filtration en circuit fermé (transmission hydrostatique). Cette filtration se fait généralement sur l'aspiration de la pompe de gavage.

## Données techniques
- 10 et 25 micromètres nominal ou absolu
- 3 ou 5 micromètres absolu pour servovalve

L'efficacité de filtration est donnée par le coefficient beta (ß). 
Rapport ß x(c) = nombre de particules en amont / nombre de particules en aval. x(c) = dimension de la particule suivant ISO 16889. 
Plus le rapport beta est important, plus l'efficacité de l'élément est grande. Donc, ß x (c) = 1 est sans efficacité. Il faut aussi considérer qu'un rapport beta est variable en fonction de la pression d'utilisation.